# توالی اسید نوکلئیک

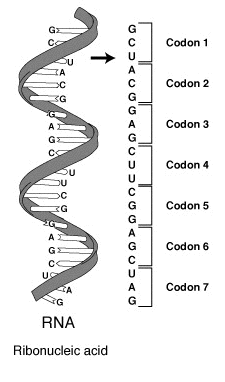
هر کدون یک مجموعه‌ای سه‌تایی از نوکلئوتیدهای ام-آران‌ای است.

توالی نوکلئیک اسید به ترتیب و آرایش جای گرفتن نوکلئوتیدها در دی‌ان‌آ یا آران‌آ گفته می‌شود. این توالی را از چپ به راست، از پایانهٔ '۵ به پایانهٔ '۳، با حرف‌های اختصاری نوکلئوتیدها نشان می‌دهند.

## نوکلئوتیدها
نوکلئیک اسیدها زنجیره‌ای از واحدهایی به نام نوکلئوتیدها هستند. هر نوکلئوتید از سه زیر بخش تشکیل شده است: یک گروه فسفات، یک گروه قند که ستون رشته‌ها را می‌سازد و یک باز نوکلئوتیدی که به ستون متصل می‌شود. بازهای نوکلئوتیدی با یکدیگر تشکیل پیوندهای شیمیایی می‌دهند که در نهایت منجر به تشکیل ساختاری مرتبه بالاتر دوم و سوم می‌شوند. نمادهای مورد استفاده A, C, G, T هستند که به ترتیب نشان دهندهٔ بازهای آدنین، سیتوزین، گوانین و تایمین هستند. توالی نوکلئوتیدها را با قرار دادن این نمادها پشت یکدیگر (برای مثال به صورت AAACCGGT) نشان می‌دهند. هر توالی دارای یک رشته مکمل است که نشان دهندهٔ رشته‌ای است که در مقابل آن به صورت معکوس قرار می‌گیرد.

### نمادگذاری
علاوه‌بر چهار نماد گفته شده، از نمادهای دیگری نیز برای نشان دادن ابهام هنگامی که بیش از یک باز در یک مکان می‌تواند قرار گیرد نیز استفاده می‌شود. این نمادها توسط آیوپاک به صورت زیر استاندارد شده است:
- A: آدنین
- C: سیتوزین
- G:گوانین
- T: تایمین
- R: باز G یا A
- Y: باز T یا C
- K: باز T یا G
- M: باز A یا C
- S: باز G یا C
- W: باز A یا T
- B: باز G, C, T
- D: باز G, T, A
- H: باز T, C, A
- V: باز G, C, A
- N: هر یک از چهار باز A, C, G, T

این نمادگذاری برای آران‌آ نیز برقرار است با این تفاوت که به جای T (تایمین) باز U (یوراسیل) استفاده می‌شود.

## اهمیت بیولوژیکی
در یک سیستم زنده، نوکلئیک اسیدها حاوی اطلاعاتی برای ساخت پروتئین‌ها هستند. یک رشته از نوکلئوتیدها در رشتهٔ دی‌ان‌ای توسط یک مکانیزم سلولی به یک رشته از آمینواسیدها ترجمه می‌شود. در واقع هر گروه سه تایی از نوکلئوتیدها که کدون نام دارد به یک آمینواسید تبدیل می‌شود. در یک نگاه جزئی‌تر، از هر زیر رشته از دی‌ان‌ای (که ژن نامیده می‌شود) طی فرایند رونویسی یک رشته ام-آران‌ای تولید می‌شود. این رشته سپس به بیرون از هسته سلول و به سمت ریبوزوم‌ها هدایت می‌شود. ریبوزوم از این رشته به عنوان الکو برای ساخت پروتئین‌ها استفاده می‌کند.

## توالی‌یابی

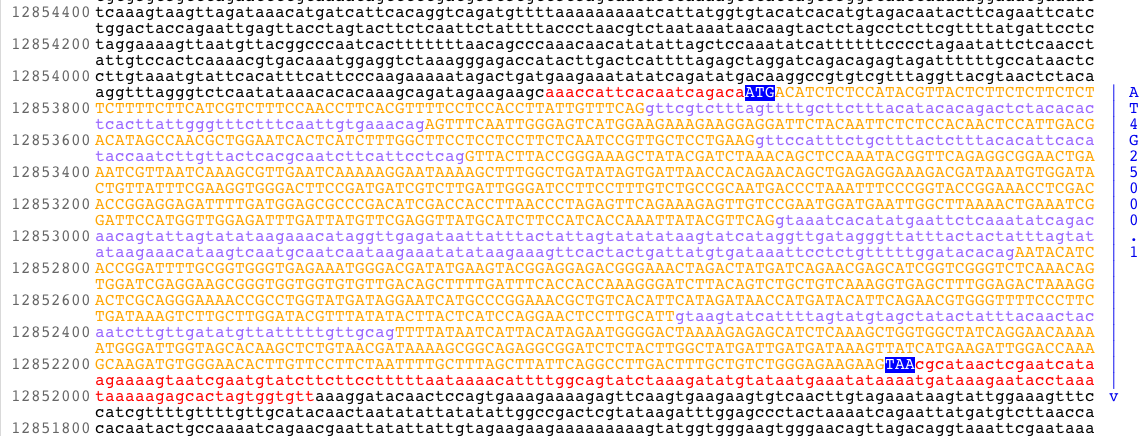
نمایش دیجیتال توالی‌ها

توالی‌یابی به فرآیندی گفته می‌شود که طی آن دنباله نوکلئوتیدی یک قطعه دی‌ان‌ای تعیین می‌شود. دنبالهٔ نوکلئوتیدی در هر موجود زنده اطلاعات لازم را برای بقای حیات و تولیدمثل را در خود دارد؛ بنابراین، یافتن توالی این دنباله می‌تواند در تحقیقات مربوط به علل بقای موجودات و همچنین روند تکامل آن‌ها مفید باشد. همچینین از اطلاعات به دست آمده از دنباله ژنتیکی افراد می‌توان در کاربردهای مهم پزشکی بهره جست. به کمک توالی‌یابی می‌توان ژن‌های مؤثر در بیماری‌های ژنتیکی و نحوهٔ فعال شدن آن‌ها را شناسایی کرد که خود منجر به یافتن راه‌های پیشگیری از انواع بیماری یا ساخت داروهای مفید برای آن‌ها خواهد بود.

توالی‌یابی دی‌ان‌ای

قابل ذکر است که رشته‌های آران‌ای خود به صورت مستقیم توالی‌یابی نمی‌شوند و به کمک فرایند رونویسی معکوس ابتدا تبدیل به رشته دی‌ان‌ای شده و سپس رونویسی انجام می‌شود.
امروزه روش‌های گوناگونی برای توالی‌یابی وجود دارد که می‌توان به روش سنگر یا مکسام-گیلبرت اشاره کرد.

### نمایش دیجیتال
هنگامی که توالی نوکلئیک‌اسیدی یک موجود زنده به دست آمد، به صورت یک کد دیجیتالی در یک سیلیکون ذخیره می‌شود. این دنباله‌های دیجیتالی سپس در یک پایگاه داده از دنباله‌ها نگه‌داری می‌شوند و در کاربردهای مختلفی همچون تحلیل توالی‌ها استفاده می‌شوند. از این مجموعه توالی‌ها به عنوان الگو در فرایند ساخت ژن مصنوعی نیز استفاده می‌شوند.

## تحلیل توالی

### آزمون ژنتیک
از دنباله توالی‌ها در آزمون‌های ژنتیکی که میزان مستعد بودن یک فرد را برای یک بیماری ژنتیکی می‌سنجند، استفاده می‌شود. همچنین، در یافتن روابط خانوادگی نیز این توالی‌ها کاربرد دارن د. در حالت معمول، هر قرد دو نسخه از یک ژن را با خود دارد که یکی از این دو از پدر و دیگری از مادر وی به ارث رسیده است. ژنوم انسان در حدود ۲۰۰۰۰ تا ۲۵۰۰۰ ژن دارد. آزمون‌های ژنتیکی هر گونه تغییری در ژن‌ها، کروموزوم‌ها یا پروتئین‌ها را تشخیص می‌دهند. با استفاده از این آزمون می‌توان اختلالات ژنتیکی پیش آمده در افراد و میزان پیشرفت آن‌ها را تعیین نمود. امروزه، بیش از ۱۰۰ روش برای آزمون ژنتیکی وجود دارد و بسیاری از روش‌های دیگر در حال توسعه هستند.

### همترازی توالی‌ها
همترازی توالی روشی است که در آن شباهت دو دنباله دی‌ان‌ای، آران‌ای یا پروتئین را که به دلیل شباهت ساختاری، عملکردی یا ارتباط تکاملی می‌تواند باشد، اندازه‌گیری می‌شود. هنگامی که توالی دو رشته که منشأ یکسانی داشته‌اند را بررسی می‌کنیم، عدم تطابق در یک مکان از هر دو رشته نشان یک جهش را در آن نقطه در طول روند تکامل نشان می‌دهد. این جهش‌ها در طول زمان در صورتی در جمعیت باقی خواهند ماند که عملکردهای اساسی و حیاتی موجود زنده را تحت تأثیر قرار ندهند؛ بنابراین، مکان‌هایی از یک توالی که در آن تعداد کمتری جهش تشخیص داده می‌شود به احتمال بالایی مربوط به عملکردهای اساسی و حیاتی موجود زنده هستند.

### آنتروپی توالی
آنتروپی یک توالی که پیچیدگی آن نیز نامیده می‌شود، دنباله‌ای عددی است که میزان پیچیدگی محلی رشته دی‌ان‌ای را در طول آن ارزیابی می‌کند. این معیار را می‌توان به عنوان جایگزینی برای همترازی در برخی الگوریتم‌های تحلیل توالی استفاده نمود.